# Lindsey Pelas
Lindsey Nicole Pelas, née le 19 mai 1991 à Ruston en Louisiane, est une mannequin et actrice américaine.

## Biographie
Lindsey Nicole Pelas naît le 19 mai 1991 à Ruston, et grandît à Loranger. Elle sort diplômée de l'université d'État de Louisiane avec une licence d'histoire, et emménage à Los Angeles pour poursuivre une carrière de mannequin.

### Carrière
Elle s'affilie à Playboy en 2013 et est élue « Cybergirl du mois de mai 2014 ». Par la suite, elle travaille avec notamment les magazines Esquire, GQ, Maxim et Sports Illustrated. Pour 2018, elle commercialise un calendrier de photos dénudées d'elle-même.

## Filmographie

### Cinéma
- 2015 : Extraction de Steven C. Miller : Stephanie